# Call my name (GARNET CROW의 음반)
call my name은 GARNET CROW의 여덟 번째 싱글이다. 2001년 5월 9일 GIZA studio에서 발매되었다. 전곡의 작사는 아즈키 나나가, 작곡은 나카무라 유리가, 편곡은 후루이 히로히토(〈call my name -N.D. meets Sax Mix-〉의 리믹스는 Napoleon Dynamite)가 맡았다. 
테레비 도쿄계 애니메이션 PROJECT ARMS의 엔딩 테마로 사용되었다.

## 수록곡
1. call my name
2. 트랜스・트랩 (일본어: トランス・トラップ)
3. call my name -N.D. meets Sax Mix-
4. call my name ~Instrumental~

## 차트 성적
- 최고순위 29위 (오리콘)